# Плоскостопість
Плоскостопість (також pes planus або впала дуга) — це постуральна деформація, при якій склепіння ноги опускаються, при цьому вся підошва стопи вступає в повний або майже повний контакт із землею. Приблизно 20–30 % людей мають склепіння, яке ніколи не випрямляється.

## Симптоми
Найхарактернішими ознаками плоскостопості є швидка втомлюваність і больові відчуття в ногах під час ходьби. Через те, що між фалангами пальців ніг проходить безліч кровоносних судин і нервових волокон, вся стопа навантажується і її кістки перетискають судини і нервові волокна. Через це виникає біль. Попри те, що плоскостопість може не виявляти значних симптомів, нехтувати хворобою не рекомендується. Якщо людина із плоскостопістю багато рухається, існує ризик отримання перелому стопи — так званий «маршовий» перелом. Таку назву цей тип перелому отримав тому, що вперше був діагностований у солдатів під час великих марш-кидків.
Можливі причини виникнення хвороби та симптоми:
- Спадковість (вроджена слабкість зв'язкового апарату стопи);
- Слабкість м'язів і зв'язок стопи і гомілки через гіподинамію;
- Тривалі навантаження на ноги (довге стояння, взуття на високих підборах, вагітність та ін.);
- З'являється втома і біль у ногах, судоми, відчуття тяжкості, набряклість;
- Різкий ріст ноги, особливо вшир.

## Лікування
Лікують цю хворобу насамперед за допомогою масажу стопи й задньої групи м'язів гомілки, які підтримують її в нормальному положенні. Є різноманітні види масажу при плоскостопості у дітей. Ходіння по пласких поверхнях з дитинства може допомогти в лікуванні. Призначають також ванночки для ніг та електростимуляцію м'язів гомілки. Активний спосіб життя та заняття спортом часто входять у рекомендаційний список лікування. Існують ортопедичні вкладки для взуття, які підтримують склепіння стопи в оптимальному положенні, що може допомогти із деякими проявами плоскостопості. Супінатори та пронатори можна замовляти на ортопедичних заводах або у спеціалізованих майстернях.

## Профілактика плоскостопості
Профілактику плоскої стопи починають з чотирирічного віку через спадковість хвороби. Велике значення має правильний підбір взуття. Особливу увагу звертають на ортопедичні вкладки. Взуття повинне мати поперечні та поздовжні вкладки, які сприяють формуванню обох склепінь стопи, а також задники, які фіксують стопу в одному положенні. Спеціальної дієти для запобігання плоскостопості немає, хоча харчування теж може грати певну роль у профілактиці. Ортопеди не рекомендують заняття такими видами спорту, як важка атлетика та біг.

## Спортивні здібності
Наслідки плоскостопості підпадають під дві категорії: безсимптомні та симптоматичні. Люди з сильною плоскостопістю мають схильність до таких симптоми, як тендиніт стопи та коліна. Таким людям рекомендується розглянути хірургічне лікування. Люди, що мають гнучку стопу, як правило, проявляють мало або взагалі не проявляють жодних симптомів.
Відповідно до шлюзу новин та журналів AAP, гнучкі форми плоскостопості не впливають на спортивні показники.
Як правило, професійні легкоатлети (а також тренери, ортопеди та виробники взуття) вважають, що людина з плоскостопістю має схильність до надмірного нахилу ноги під час бігу. Однак деякі також запевняють, що люди з плоскостопістю можуть мати занизький кут нахилу. Зі стандартними кросівками, запевняють професіонали, людина, яка має надмірний кут нахилу ноги, може бути більш чутливою до травм гомілки, проблем зі спиною та тендиніту в коліні. Біг у взутті з додатковою медіальною опорою або використання спеціальних вкладок для взуття, ортопедичного взуття, може допомогти скомпенсувати біг шляхом зменшення пронації та може зменшити ризик отримання травм.

## Військова діяльність
Дослідження, що аналізують взаємозв'язок між плоскостопістю та фізичними травмами у солдатів, виявилися недостатніми, але жодне не свідчить про те, що плоскостопість є перешкодою, принаймні, у солдатів, які досягли віку військового набору без попередніх проблем з ногами. Натомість у цій популяції є припущення про більший шанс травмування високих дугоподібних ніг. У 2005 році дослідження військовослужбовців Військово-повітряних сил Королівства Австралії, яке відстежувало новобранців протягом їхнього основного навчання, виявило, що ні плоска стопа, ні високі ноги не впливали на фізичну діяльність, рівень травматизму та здоров'я стоп. У будь-якому випадку, у людей з плоскостопістю було навіть менше травм. В іншому дослідженні 295 новобранців оборонних сил Ізраїлю було встановлено, що ті, хто має високі дуги ніг, зазнали майже в чотири рази більше стресових переломів, ніж ті, у кого найменші дуги. Пізніше дослідження 449 практикуючих спеціальних бойових дій ВМС США не виявило суттєвої різниці в частоті переломів стресу серед матросів та морських піхотинців різної висоти дуги.